# Marvel Studios Special Presentations
Marvel Studios Special Presentations (Presentaciones Especiales de Marvel Studios, en Hispanoamérica) son una serie de especiales de televisión producidos por Marvel Studios para Disney+, ambientados en el Universo cinematográfico de Marvel (MCU), que comparten continuidad con películas y series de televisión de la franquicia. El banner de la presentaciones especiales de Marvel Studios se reveló junto con el anuncio del primer especial de televisión, Werewolf by Night (2022), en septiembre de 2022. Los especiales de aproximadamente una hora de duración se prevén para proporcionar una breve mirada a los nuevos personajes o conceptos del MCU. Las presentaciones especiales van acompañadas de una fanfarria especial y una introducción que recuerda a la introducción de CBS Special Presentation de las décadas de 1980 y 1990.
Werewolf by Night y The Guardians of the Galaxy Holiday Special (2022) están incluidos en la Fase Cuatro del MCU, los cuales son con temática de las fiestas de halloween y navideña, respectivamente. Marvel Studios está abierto a la idea de especiales adicionales, y para febrero de 2025, había comenzado a desarrollar un especial con Jon Bernthal centrado en su personaje Frank Castle / Punisher para su estreno en 2026 como parte de la Fase Seis. El formato de presentación especial ha sido elogiado por cómo permitió a Marvel Studios contar historias contenidas que experimentan con el género y el estilo, y podría presentar personajes más oscuros, sin estar obligado a contar historias de formato largo como con sus películas y series de televisión.

## Desarrollo
Para septiembre de 2018, Marvel Studios estaba desarrollando varias series limitadas para el nuevo servicio de transmisión de Disney, Disney+, para centrarse en personajes de "segundo nivel" de las películas del UCM que no habían protagonizado sus propias películas y era poco probable que las protagonizaran. El desarrollo de contenido para Disney+ permitió a Marvel Studios ser flexible con los formatos, como emulando especiales de televisión únicos o anuales con temas festivos como La Navidad de Charlie Brown (1965) y Frosy the Snowman (1969); esos especiales solían durar de 30 minutos a una hora, que era la duración prevista por Marvel Studios para sus especiales.
En diciembre de 2020, Marvel Studios anunció The Guardians of the Galaxy Holiday Special para Disney+, que se estrenará a fines de 2022, durante la temporada navideña. Para agosto de 2021, se estaba desarrollando un especial de televisión con el tema de Halloween para Disney+, supuestamente centrado en Werewolf by Night. En la D23 Expo en septiembre de 2022, Marvel confirmó el especial de Halloween como Werewolf by Night, que se estrenó en octubre. En ese momento, se reveló el banner, "Marvel Studios Special Presentation", bajo el cual se comercializarían Werewolf by Night y The Guardians of the Galaxy Holiday Special. El ejecutivo de Marvel Studios, Brian Gay llamó a las Presentaciones Especiales de Marvel Studios un "nuevo formato" para el estudio, con cada especial destinado a ser una breve mirada a "ya sea una historia diferente o un área diferente del universo", como la introducción de nuevos personajes o conceptos al MCU, y provocando cómo podrían integrarse aún más en el MCU con apariciones futuras.
Michael Giacchino, el director de Werewolf by Night, dijo que el presidente de Marvel Studios, Kevin Feige tenía la esperanza de que Werewolf by Night fuera "la primera de algunas historias únicas". Para el estreno de Werewolf by Night, Marvel Studios no había determinado ningún plan de estreno establecido para futuros especiales potenciales. Para marzo de 2023, se informó que se estaba produciendo un especial centrado en Mefisto. Feige dijo en julio de 2024 que se estaba desarrollando un especial adicional que se planeaba estrenar después de 2025, y el director de streaming, televisión y animación de Marvel Studios, Brad Winderbaum confirmó en septiembre que se desarrollarían más especiales. En febrero de 2025, una Presentación Especial centrada en Frank Castle / Punisher se anunció que estaba en desarrollo con Jon Bernthal repitiendo el papel y coescribiendo el especial; se planeó su estreno para 2026.

## Logotipo y fanfarria
Las Presentaciones Especiales cuentan con una introducción especial multicolor con música de bongo, que recuerda el tema de «CBS Special Presentation» presentado antes de los especiales animados navideños de las décadas de 1980 y 1990. Giacchino (quien dirigió y compuso Werewolf by Night) creó la fanfarria y compuso la apertura como una "carta de amor" a los logotipos de presentaciones especiales de las cadenas de televisión, que se usaron para indicar una programación única, algo que Marvel Studios también quería que fueran las Presentaciones especiales. La introducción fue diseñada por Perception.
Jamie Lovett en ComicBook.com llamó a la Presentación especial de Marvel Studios "más colorida" y su fanfarria "más divertida" que la introducción normal de Marvel Studios, mientras que Rachel Paige de Marvel.com llamó a la fanfarria "un bop absoluto, y seguro que provocará el mismo nivel de emoción" cuando se escuche como lo hicieron las presentaciones especiales de las cadenas de televisión. Joshua M. Patton de Comic Book Resources creía que esta introducción "tendría un efecto similar en nuevas generaciones de niños" como lo hicieron las introducciones de las cadenas de televisión más antiguas, ya que "evoca la memoria de su contraparte de CBS" y señala a los espectadores que estaban "a punto de ver algo emocionante y nuevo".

## Especiales
Todos los especiales están siendo estrenados en Disney+ y existen junto con las películas y series de televisión de su respectiva fase.

### Fase Cuatro
| Especial                                    | Estreno                 | Director          | Escritor(es)                  |
| ------------------------------------------- | ----------------------- | ----------------- | ----------------------------- |
| Werewolf by Night                           | 7 de octubre de 2022    | Michael Giacchino | Heather Quinn y Peter Cameron |
| The Guardians of the Galaxy Holiday Special | 25 de noviembre de 2022 | James Gunn        | James Gunn                    |

### Fase Seis
| Especial                                      | Estreno | Director              | Escritor(es)                         | Estado        |
| --------------------------------------------- | ------- | --------------------- | ------------------------------------ | ------------- |
| Especial de televisión de Punisher sin título | 2026    | Reinaldo Marcus Green | Reinaldo Marcus Green & Jon Bernthal | En desarrollo |

### Futuro
En marzo de 2023, el periodista Jeff Sneider de Above the Line informó que se estaba filmando un especial centrado en Mefisto en el set de la serie de Disney+, Agatha: Darkhold Diaries, en Trilith Studios en Atlanta, Georgia. Se esperaba que Sacha Baron Cohen repitiera el papel, después de que previamente se rumoreaba que aparecía como el personaje de la serie de Disney+, Ironheart.

## Reparto y personajes recurrentes
| Personaje                                                   | 2022                          | 2022                                        | 2026                      |
| Personaje                                                   | Werewolf by Night             | The Guardians of the Galaxy Holiday Special | Especial de Punisher      |
| Introducidos en películas                                   | Introducidos en películas     | Introducidos en películas                   | Introducidos en películas |
| ----------------------------------------------------------- | ----------------------------- | ------------------------------------------- | ------------------------- |
| Cosmo el perro espacial                                     |                               | Maria Bakalova V                            |                           |
| Drax el Destructor                                          |                               | Dave Bautista P                             |                           |
| Groot                                                       |                               | Vin Diesel V P                              |                           |
| Mantis                                                      |                               | Pom Klementieff P                           |                           |
| Nébula                                                      |                               | Karen Gillan P                              |                           |
| Kraglin Obfonteri                                           |                               | Sean Gunn P                                 |                           |
| Peter Quill Star-Lord                                       |                               | Chris Pratt P                               |                           |
| Rocket                                                      |                               | Bradley Cooper V P                          |                           |
| Yondu Udonta                                                |                               | Michael Rooker V                            |                           |
| Steemie Blueliver                                           |                               | Stephen Blackehart                          |                           |
| Introducidos en series de televisión                        |                               |                                             |                           |
| Frank Castle Punisher                                       |                               |                                             | Jon Bernthal P            |
| Curtis Hoyle                                                |                               |                                             | Jason R. Moore            |
| Introducidos en Werewolf by Night                           |                               |                                             |                           |
| Azarel                                                      | Eugenie Bondurant             |                                             |                           |
| Barasso                                                     | Daniel J. Watts               |                                             |                           |
| Elsa Bloodstone                                             | Laura Donnelly P              |                                             |                           |
| Ulysses Bloodstone                                          | Richard Dixon V               |                                             |                           |
| Verussa Bloodstone                                          | Harriet Sansom Harris P       |                                             |                           |
| Jovan                                                       | Kirk R. Thatcher              |                                             |                           |
| Liorn                                                       | Leonardo Nam                  |                                             |                           |
| Jack Russell Werewolf by Night                              | Gael García Bernal P          |                                             |                           |
| Billy Swan                                                  | Al Hamacher                   |                                             |                           |
| Ted Man-Thing                                               | Carey Jones CM Jeffrey Ford V |                                             |                           |
| Introducidos en The Guardians of the Galaxy Holiday Special |                               |                                             |                           |
| Kevin Bacon                                                 |                               | Él mismo P                                  |                           |
| Bzermikitokolok                                             |                               | Rhett Miller                                |                           |
| Kortolbookalia                                              |                               | Murry Hammond                               |                           |
| Phloko                                                      |                               | Philip Peeples                              |                           |
| Kyra Sedgwick                                               |                               | Ella misma C V                              |                           |
| Sliyavastojoo                                               |                               | Ken Bethea                                  |                           |

## Música
| Título                                                            | Lanzamiento en EE. UU.  | Duración | Compositor(es)    | Sello                          |
| ----------------------------------------------------------------- | ----------------------- | -------- | ----------------- | ------------------------------ |
| Marvel Studios' Werewolf by Night (Original Soundtrack)           | 7 de octubre de 2022    | 41:25    | Michael Giacchino | Hollywood Records Marvel Music |
| The Guardians of the Galaxy Holiday Special (Original Soundtrack) | 23 de noviembre de 2022 | 22:44    | John Murphy       | Hollywood Records Marvel Music |

## Recepción
| Especial                                    | Rotten Tomatoes   | Metacritic      |
| ------------------------------------------- | ----------------- | --------------- |
| Werewolf by Night                           | 90% (113 reseñas) | 69 (17 reseñas) |
| The Guardians of the Galaxy Holiday Special | 94% (62 reseñas)  | 82 (8 reseñas)  |

Tras el estreno de Werewolf by Night, Tyler Llewyn Taing de /Film dijo que las presentaciones especiales podrían "conducir a un género más emocionante y experimentos estilísticos en el MCU en el futuro" como Werewolf by Night lo era, y comparó el formato especial de televisión de una hora con los cortometrajes One-Shots de Marvel Studios. Como parte de su reseña de Werewolf by Night, Chris E. Hayner de GameSpot dijo que los especiales "deberían convertirse en algo habitual" si pudieran ser tan buenos como lo fue Werewolf by Night. Rupesh Nair en IGN India comparó el formato especial con one-shot cómics y con las publicaciones de DC Comics, Elseworlds, afirmando que las presentaciones especiales han "elevado" el MCU y podrían ser los "atrevimientos críticos" de la franquicia. Esperaba que los futuros especiales pudieran presentar personajes desconocidos a la audiencia a través de historias que "permitieran que los directores y miembros del elenco brillen". Richard Newby de The Hollywood Reporter sintió que el formato era "[la] perspectiva más emocionante de MCU", afirmando que era "una buena idea [para] reducir el número de series, si no películas, y reconsiderarlos como presentaciones especiales, en lugar de compromisos de seis a nueve semanas... [para] liberar al público y renovar su inversión en el universo, y permitir que los cineastas se extiendan creativamente".

## Documental
En septiembre de 2022, se anunció un documental especial para Werewolf by Night, titulado Director by Night, con Anthony Giacchino como escritor y director. Director by Night se estrenó en Disney+, el 4 de noviembre del 2022, comercializado con la marca "Marvel Studios Special Presentation".